# Прокопьев, Евгений Петрович
Прокопьев, Евгений Петрович (20 июня 1890, Цивильск — 5 сентября 1965, Москва) — советский учёный в области горного дела, доктор технических наук (1928), профессор (1927). Автор методики определения потерь руды в процессе разработки месторождения.

## Биография
Прокопьев Евгений Петрович родился 20 июня 1890 года в городе Санкт-Петербург. В 1916 году окончил Горный институт в Петрограде. После окончания Горного института работал на Петроградском Монетном дворе помощником пробирера. Позже работал в Наркомфине и Наркомцветмете, занимался организацией добычи и оценкой качества руд цветных и благородных металлов.
В годы первых пятилеток Е. П. Прокопьев руководил реконструкцией Тихвинского бокситового, Садонского, Риддерского и Зангезурского полиметаллических, Красноуральского, Дегтярского, Алавердского медных рудников и других горных предприятий цветной металлургии.
С 1921 по 1930 год преподавал в Московской горной академии на кафедре золота и платины горного факультета, с 1927 г. заведующий этой кафедрой, читал курс «Золото и платина». После разделения Московской горной академии на шесть самостоятельных вузов работал в Московском институте цветных металлов и золота (по 1954 г.). Профессор (1927), доктор технических наук (1928).
Разработал основы методики определения минимального промышленного содержания полезных ископаемых, впервые предложил методику определения потерь руды в процессе разработки месторождения.

## Избранные труды
- Прокопьев Е. П. Разработка рудных и россыпных месторождений подземным способом : Допущено ВКВШ при СНК СССР в качестве учеб. пособия для гор. втузов / Проф. Е. П. Прокопьев. — Москва: изд. и тип. Металлургиздата, 1944.

## Признание
Награжден орденом Ленина, орденом Знак Почёта и медалями.